# Jan Vondráček
Jan Vondráček (ur. 16 sierpnia 1966 w Pradze) – czeski aktor teatralny i filmowy.
Ukończył studia na Wydziale Teatralnym Akademii Sztuk Scenicznych w Pradze (katedra teatru alternatywnego i lalkowego). Od 1996 roku wspiera zespół teatru v Dlouhé (Divadlo v Dlouhé), gdzie nie tylko występuje, ale pracuje również jako kompozytor czy aranżer. Szereg razy był nominowany do nagród Alfréda Radoka. Ostatecznie nagrodę otrzymał w 2006 r. za rolę w sztuce Lhář.
Zajmuje się także dubbingiem.